# Морін Яків Олександрович
Морін Яків Олександрович — російський режисер, актор.
Народ. 1890 р. Закінчив комерційне училище. З 1913 року працював у кіно актором. Був художнім керівником і викладачем кінокласа І Художньої студії. Працював кінорежисером у Бухаресті в кіноательє «Аре» (1923), потім — на кінофабриці у Ростові-на-Дону (1924).
Знявся в українських фільмах: «Два світи», «На світанку», «Оповідання про сімох повішених», «Перше травня», «Червоний Касіян» (1920).